# Jan Höglund
Jan Erik Höglund, född 4 februari 1962 i Degerfors församling i Västerbotten, är en svensk musiker och sångare. 
Jan Höglund växte upp i Sikseleberg i Lycksele kommun, som äldsta barnet till resepredikanten och låtskrivaren Arne Höglund och Lotten, ogift Stenmark. Hans yngre syskon är artisterna Charlotte Höglund och Per Höglund. Jan Höglund deltog i den svenska Melodifestivalen 1994 med melodin Kärlekens vind, skriven av hans far. Den slogs dock ut före slutomröstningen. Höglund är i dag verksam inom bemanningsbranschen. 
Han var 1985–2014 gift med artisten Laila Dahl (född 1964), som han varit musiker åt.